# Draba rositae
Draba rositae är en korsblommig växtart som beskrevs av Santana och J.O. Rangel. Draba rositae ingår i släktet drabor, och familjen korsblommiga växter. Inga underarter finns listade i Catalogue of Life.